# Myndus sordidipennis
Myndus sordidipennis är en insektsart som beskrevs av Stsl 1862. Myndus sordidipennis ingår i släktet Myndus och familjen kilstritar. Inga underarter finns listade i Catalogue of Life.